# Mount Gabriel (Irland)

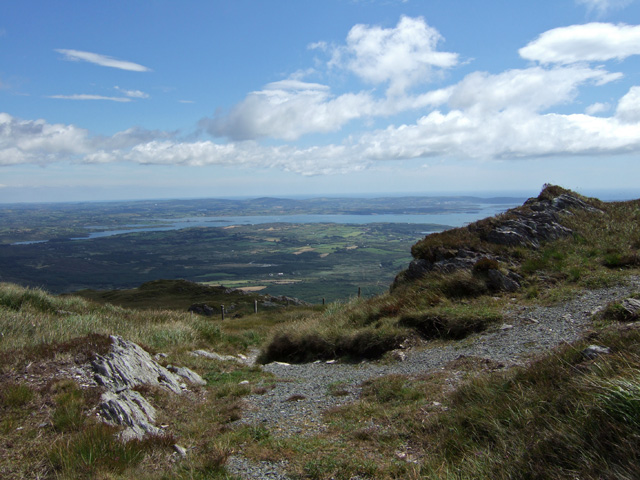
Der Blick vom Mount Gabriel

Mount Gabriel ist ein Berg auf der Mizen-Halbinsel direkt nördlich der Stadt Schull in West Cork, Irland. Mount Gabriel ist 407 m hoch und damit die größte Anhöhe südlich und östlich von Bantry Bay. Eine Straße, die zu Radaranlagen auf dem Gipfel führt, ist öffentlich zugänglich.

## Aussicht/Lage
Vom Gipfel von Mount Gabriel kann man südlich über Schull Harbour und Lung Island Bay sehen. Östlich und südöstlich befinden sich die Roaring Water Bay und seine vielen Inseln, auch bekannt als Carbery's Hundred Isles. Nördlich und westlich kann man die Berge von der Beara-Halbinsel und South Kerry entdecken.
Der Fastnet Rock ist etwa 18 km südlich entfernt und bei gutem Wetter zu sehen.

## Bergbau
An den südlichen und östlichen Hängen des Berges gibt es Spuren von Bergbauaktivitäten während der Bronzezeit (etwa 3200 bis 1500 v. Chr.). Es gibt dort 25 Gruben und mehrere Schächte mit einer Länge von etwa neun Metern. Einige Theoretiker behaupten, dass diese Minen viel jünger sein könnten, als angenommen, viele behaupten, sie würden aus dem 19. Jahrhundert stammen. Damals arbeitete man mit Steinwerkzeugen zur Kupfergewinnung, zuvor hatte man das Gestein mit Feuer erhitzt und es schlagartig mit Wasser wieder abgekühlt, um die Steine leichter zersplittern zu können. Der Bergbau sorgte auch dafür, dass sich viele Menschen in der Nähe des Berges ansiedelten.

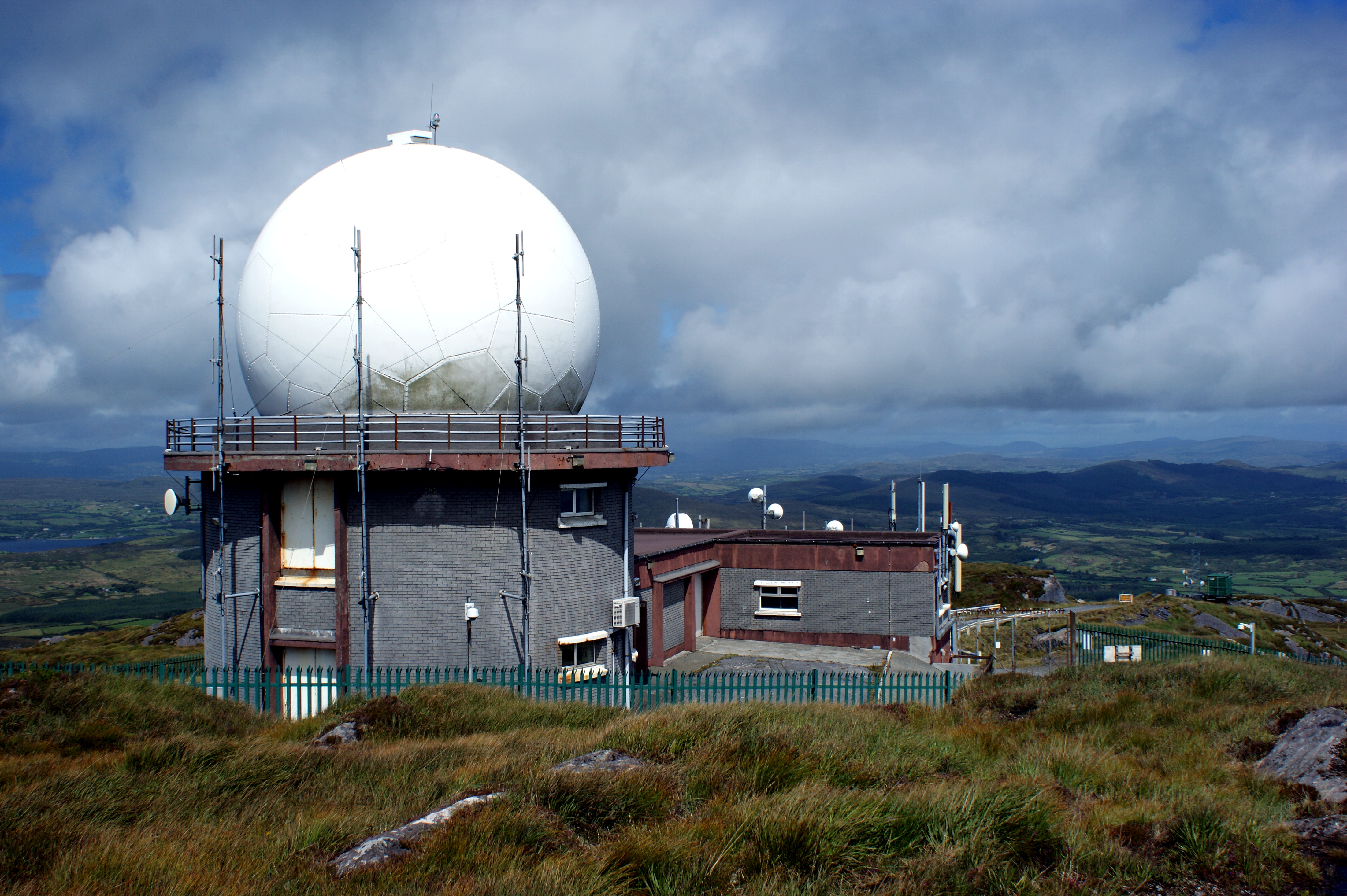
Eine Radarstation auf dem Gipfel

## Radarkuppeln
In den späten 1970er Jahren wurden als Teil der Entwicklung von Eurocontrol (das Europäische Flugsicherungssystem) auf dem Gipfel des Berges zwei Radarkuppeln errichtet.
1982 sprengte die Irish National Liberation Army, eine irische republikanische paramilitärische Gruppe, die Radarkuppeln und behauptete fälschlicherweise, sie würden von der NATO benutzt werden und somit die Irische Neutralität verletzen.